# Acanthoprimnoa squamosa
Acanthoprimnoa squamosa is een zachte koraalsoort uit de familie Primnoidae. De koraalsoort komt uit het geslacht Acanthoprimnoa. Acanthoprimnoa squamosa werd in 1908 voor het eerst wetenschappelijk beschreven door Kükenthal & Gorzawsky. 